# Gabi Lippe
Gabriele „Gabi” Lippe, po mężu Roth (ur. 8 maja 1967 w Lörrach) – niemiecka lekkoatletka specjalizująca się w biegach sprinterskich, medalistka mistrzostw świata i Europy.

## Kariera sportowa
Była zawodniczką Siemens Karlsruhe i MTG Mannheim. Startowała jako reprezentantka Republiki Federalnej Niemiec i zjednoczonych Niemiec.
Wystąpiła na Igrzyskach Olimpijskich w Barcelonie (1992), gdzie odpadła w półfinale biegu na 100 metrów przez płotki, z wynikiem 13,22.
Na mistrzostwach Europy w 1990 zdobyła srebrny medal w sztafecie 4 × 100 metrów, z wynikiem 43,02 (z Ulrike Sarvari, Andreą Thomas, i Silke Knoll) i nie ukończyła z powodu kontuzji finału biegu na 100 metrów przez płotki (w półfinale miała piąty czas - 12,92.
Trzykrotnie startowała w biegu na 60 metrów przez płotki w halowych mistrzostwach Europy. W 1987 odpadła w eliminacjach, z wynikiem 8,27, W 1988 odpadła w półfinale, z wynikiem 8,37, w 1989 zdobyła brązowy medal, z wynikiem 7,96. W halowych mistrzostwach świata w 1989 nie wystartowała, pomimo zgłoszenia, w biegu eliminacyjnym na 60 metrów przez płotki.
W 1992 wystąpiła w zawodach Pucharu świata, zajmując 3. miejsce w biegu na 100 metrów przez płotki. W tej samej konkurencji wystąpiła w 1996 w zawodach Pucharu Europy, zajmując 4. miejsce.
Na mistrzostwach Niemiec seniorek zdobyła złoty (1990), dwa srebrne (1989, 1996) i brązowy (1988) medal w biegu na 100 metrów przez płotki. Na halowych mistrzostwach Niemiec wywalczyła dwa złote (1989, 1992) i srebrny (1988) medal w biegu na 60 metrów przez płotki.
Rekord życiowy w biegu na 100 metrów ppł: 12,72 (11.08.1990).
Jej mężem był piłkarz ręczny, medalista Igrzysk Olimpijskich w Los Angeles (1984) Ulrich Roth.